# Ignacio Salas Obregón
Ignacio Arturo Salas Obregón (Aguascalientes, 19 de julio de 1948), alias Oseas o Ramón, es un estudiante, activista y guerrillero mexicano, fundador y dirigente de la Liga Comunista 23 de septiembre (LC23S). Se desconoce su paradero desde el 25 de abril de 1974, cuando fue detenido y desaparecido forzadamente en Tlalnepantla, Estado de México, por elementos de la Dirección Federal de Seguridad (DFS) de México.

## Biografía
Salas se integró en los años 60 al Movimiento Estudiantil Profesional (MEP), un grupo de acción católica para jóvenes al ingresar al Instituto Tecnológico y de Estudios Superiores de Monterrey (ITESM) a principios de los años 60, probablemente en 1963. Esa organización albergaría tanto a Salas como a otras personas que a la postre se convertirían en dirigentes de la LC23S, como Ignacio Olivares Torres.

## Obra
- Cuestiones fundamentales del movimiento revolucionario: o manifiesto al proletariado, 1973.